# Bangu Atlético Clube
El Bangu Atlético Clube és un equip de futbol del Brasil de la ciutat de Rio de Janeiro a l'estat de Rio de Janeiro.

## Història
Els club neix a la Fábrica Bangu, situada al barri de Bangu, Rio de Janeiro. Alguns anglesos que treballaven a la factoria, com Thomas Donohoe, hi introduïren el futbol. El desembre de 1903, Andrew Procter suggerí la fundació d'un club davant l'entusiasme dels seus companys. El club nasqué el 17 d'abril de 1904. L'any 1933 guanyà el seu primer campionat estatal. El segon campionat arribà el 1966, en vèncer a l'estadi de Maracana el Flamengo per 3-0

## Palmarès
- Campionat carioca (2):
  - 1933, 1966

- Segona divisió del Campionat carioca (3):
  - 1911, 1914, 2008

## Futbolistes destacats

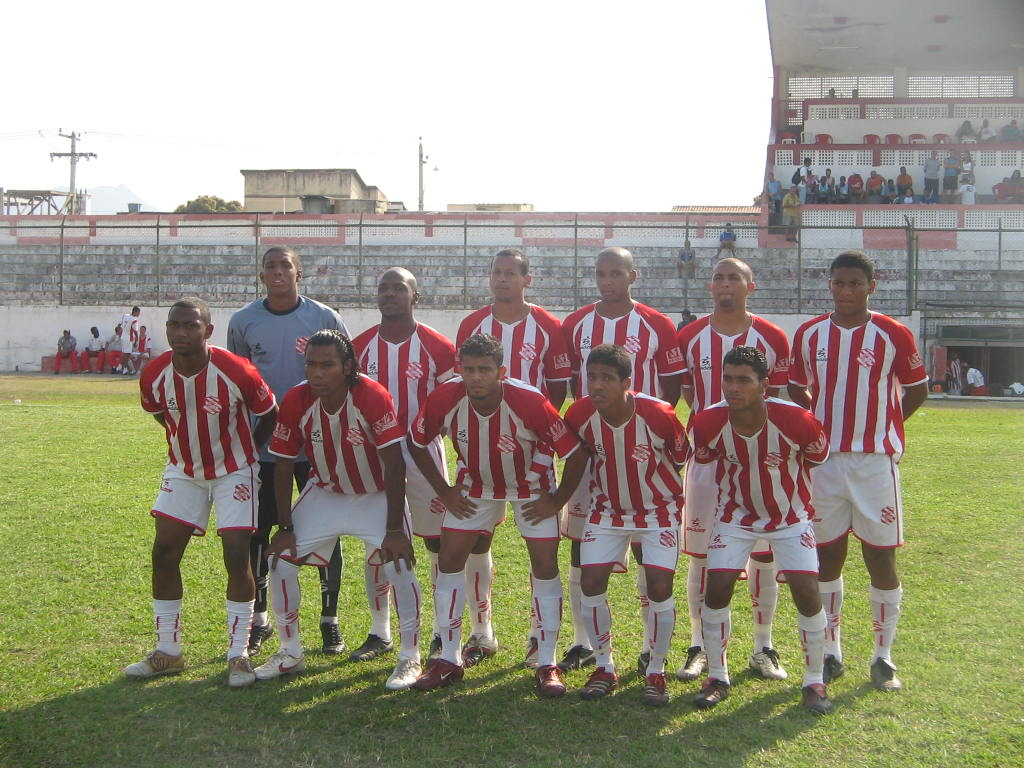
Equip professional el 2007.

- José Sanfilippo
- Ademir da Guia
- Domingos da Guia
- Jorge Mendonça
- Djalma Santos
- Toninho
- Zizinho
- Paulo Borges
- Bianchini
- Eduardo
- Marcílio
- Mehmet Aurélio

## Entrenadors destacats
- Aymoré Moreira
- Moisés

## Màxims golejadors del club

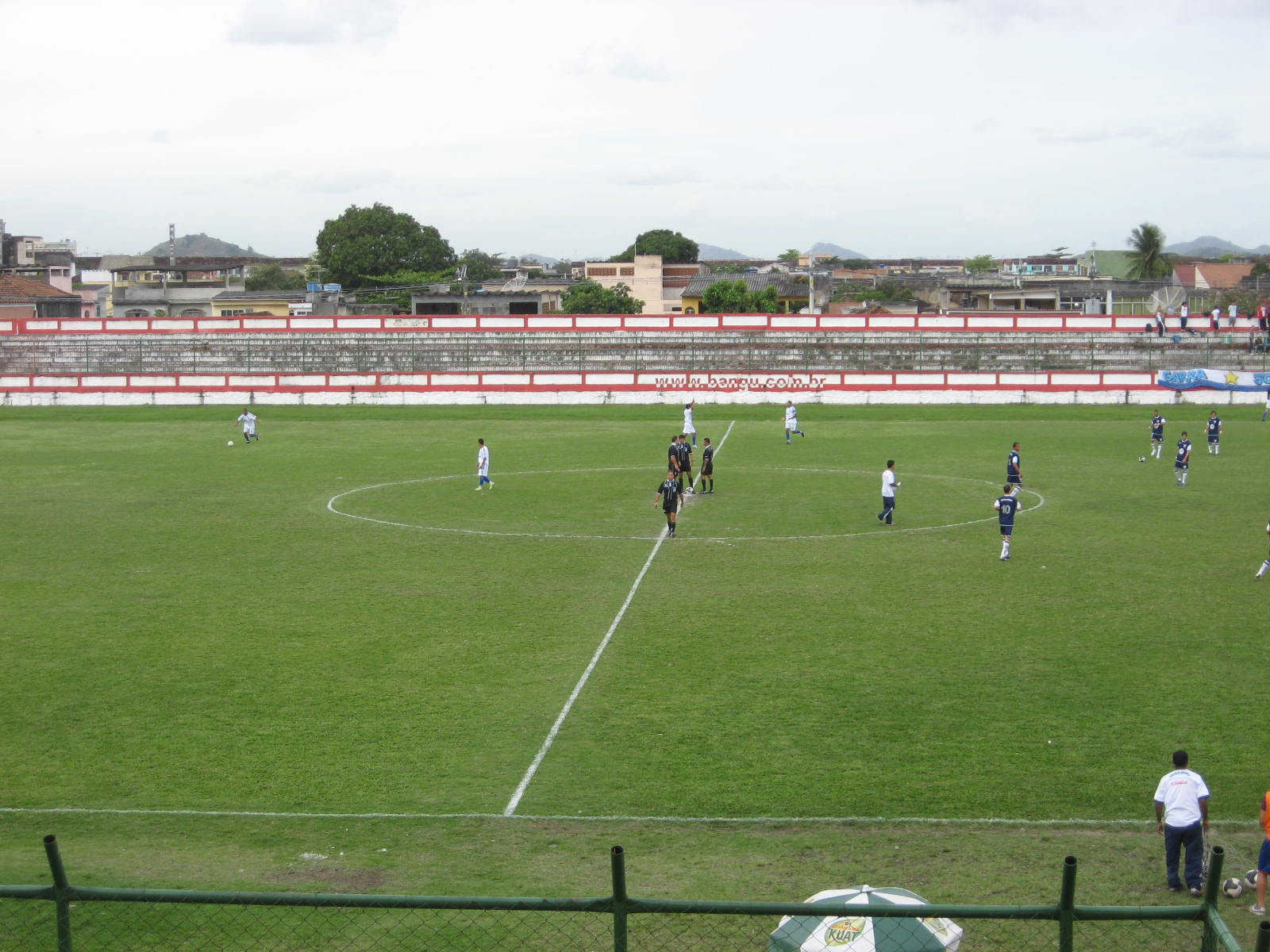
Estadi Proletário Guilherme da Silveira Filho, conegut com a Moça Bonita.

1. Ladislau da Guia - 215 gols
2. Moacir Bueno - 162 gols
3. Nívio - 130 gols
4. Menezes - 119 gols
5. Zizinho - 115 gols
6. Paulo Borges - 105 gols
7. Arturzinho - 93 gols
8. Marinho - 83 gols
9. Luís Carlos - 81 gols
10. Décio Esteves i Luisão - 71 gols

## Més partits al club

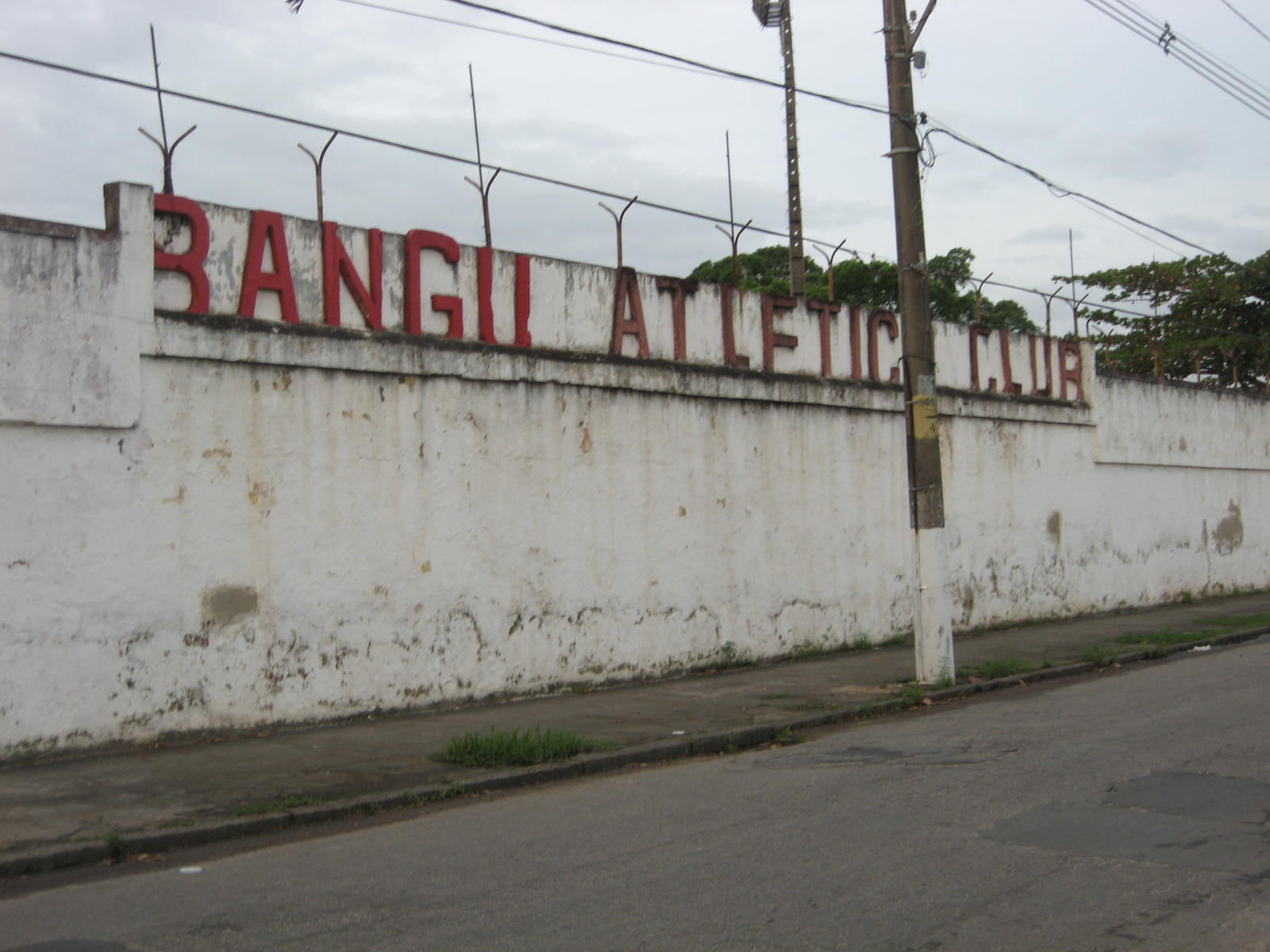
Façana del Bangu Atlético Clube.

1. Ubirajara Gonçalves Motta - 280 partits
2. Ladislau Antônio José da Guia - 256 partits
3. Zózimo Alves Calazães - 256 partits
4. Serjão - 249 partits
5. Nilton dos Santos - 232 partits
6. Moacir Bueno - 231 partits
7. Décio Esteves - 221 partits
8. Gilmar - 221 partits
9. Luisão - 220 partits
10. Luiz Antônio da Guia - 216 partits